# Buenaventura Suárez
Buenaventura Suárez, foi um jesuíta, que é considerado o primeiro astrônomo da América Latina. Nasceu no dia 3 de setembro de 1679, em Santa Fé de la Veracruz, morreu em 1750.

## Biografia
Foi astrônomo, matemático e inventor. Tinha conhecimentos de medicina. Fez estudos de botânica e aperfeiçoou o processo de fundição de sinos.
Fez seus primeiros estudos no Colégio Jesuíta em Santa Fé e depois mudou-se para Córdoba, onde prosseguiu os estudos.
Em 1695, quando tinha 16 anos, ingressou na Companhia de Jesus.
É provável que tenha obtido conhecimentos sobre as obras de Isaac Newton, por meio do também jesuíta Thomas Falkner, que ensinou na Universidade de Córdoba a partir de 1732.
Foi enviado para a redução de San Cosme y San Damián, onde realizou diversas observações astronômicas.
Seus instrumentos foram construídos com materiais encontrados no lugar e com a ajuda de artesãos nativos da etnia guarani. Dentre esses instrumentos destacam-se um relógio de pêndulo que indicava os minutos e segundos, telescópios e um quadrante astronômico que utilizava para ajustar o relógio.
Em 1706, concluiu a construção do primeiro telescópio que funcionou no hemisfério sul de modo continuado.
Em 1720, concluiu "Lunario de un siglo que comenzaba en su original por enero del año 1740, y acaba en diziembre del año de 1841", cuja primeira publicação ocorreu em Lisboa, em 1744.
Também fez cálculos de coordenadas por meio dos quais localizou de San Cosme y Damián.
A partir de 1745, começou a fazer observações com instrumentos que haviam sido importados da Europa, com qualidade bem superior a dos instrumentos que utilizara até então.